# Новобузька загальноосвітня школа І-ІІІ ступенів № 10
Новобузька загальноосвітня школа І-ІІІ ступенів № 10 — освітній заклад Новобузької районної ради Миколаївської області.

## Історія школи
У поселенні Новий Буг Херсонське земство вирішило побудувати нові школи.
У 1913 році було закладено 10 приміщень із знаменитої червоної цегли. Збудовані вони були за один рік. Восени 1913 року зустріла своїх перших 60 учнів Новобузька трирічна школа №10. Предмети в школі викладалися російською мовою. Приміщення цієї школи збереглися і сьогодні.
1914 рік — Перша світова війна. В школі розміщено госпіталь. 1917 рік — школа відновила свою роботу. 1918 рік — Громадянська війна. У класних кімнатах знову лазарет.

### Перші кроки
Восени 1920 року свою роботу відновила 4-класна школа №10 з російською мовою навчання.
Завідувач школи - Вештало Василь Володимирович.
Малая Ганна Никонорівна - вчитель російської мови і літератури,
Карамзіна Варвара Акимівна - вчитель молодших класів,
Номик Лука Лукич - піонервожатий, 
Беляєв Валентин Петрович - вчитель математики.

### Ступені росту школи
1934 рік. Школа стає семирічною.
Директор - Ступаков Василь Кузмич.
В школі працюють  струнний оркестр, драматичний гурток.
1937 рік. Школа стає десятирічною.
Директор - Кондратенко Семен Лаврентійович.
1939 рік. Директором призначено Гордієнка Івана Сергійовича.

### Випускники довоєнних років
Мішеніна С.Г. - лікар-терапевпт;
Воротинцева К. - гірничий інженер;
Похил Ольга - гірничий інженер;
Мишенін М.Ф. - вчитель, хімік;
Мишеніна А.І. - вчитель російської мови;
Зубова Н.П. - інженер;
Лаврінко Т.І - вчитель російської мови;
Пихтіна В. - вчитель російської мови
Бєлов - інженер;
Воротинцева - хімік.

### Учні та вчителі в роки війни
22 червня 1941 року день нападу  фашистів на нашу Батьківщину. На захист рідної землі стали
вчителі, учні СШ №10.
Ступаков Василь Кузьмич - директор, загинув у званні майора
Гордієнко іван Сергійович - вчитель історії, загинув при визволені України.
Кондратенко С.Л. - директор, загинув
Зінін Петро Ілліч - 1941 року випуску,
Ноздрєв Єгор - 1940 року випуску, офіцер,
Родін Федір - 1940 року випуску, офіцер
Минін Михайло Григорорвич
Краснікові Микола і Петро
Пихтіни  Микола і Петро
Зубов Іван
Мишенін Федір
Яцков Петро
Богданов Олександр та багато інших.
В роки окупації в стінах школи були розміщені військовополонені. А в 1944 році - німецька 
військова частина, пекарня.

### Школа в 40 - 60 роки
Після війни директором школи була Андрійченко
1946 рік. Директор школи  Сидоренко Микола Йосипович.
В школі створена тимурівська команда -  керівник Леонід Чупіра.
Комосмольці посадили фруктовий сад, впорядкували територію.
1952 рік. Директор Фляга Кузьма Миколайович.
В школі працював драматичний гурток, три групи бального танцю,
ляльковий театр, духовий оркестр.
1956 рік. Директор Рагуліна Олена Іванівна. Після неї директором
став Губанов Віктор Гнатович.

### Мудрі наставники
В школі головне - це діти, їх навчання і виховання. І якщо цим займаються
майстри своєї справи, то робота ладиться.
Орлюк Олександра Федорівна, Коваленко Лідія Пилипівна, Геря Ліна Іванівна,
Дрондель Клавдія Володимирівна, Бєлогорлова Надія Михайлівна, 
Попова Ганна Олександрівна Чапас Ганна Матвіївна, Матюшина Ольга Григорівна, 
Сухорукова Валентина Яківна, Коваленко Валентина Петрівна, Алєйнікова Надія Миколаївна, 
Шевченко Олена Іванівна та багато інших.

### Будівництво нового корпусу
Йшли роки. Кількість учнів росла. Стіни старого приміщення не могли вмістити
всіх учнів. Це викликало думку про будівництво нового приміщення. На це
прохання відгукнулося правління колгоспу імені В.Чкалова на чолі з Попковим А.Т.
і було прийнято  рішення фінансувати будівництво.
В 1970 році було закладено перший камінь. Швидко підіймалися стіни школи.
1 жовтня 1972 року будівельниками міжколгоспбуду було вручено пам'ятний
ключ від нового приміщення школи директору Губанову В.Г.

### Школа в 80 - 90 роки
1981 рік. Колектив школи очолила Геря Л.І. 1984 рік. директором був Жиденко В.Д. 1988 рік педколектив очолював Марциненко О.О. А з 1990 року директором школи став Сенчин В.А., який до цього працював вчителем, потім завучем. Ініціативний, має хороші починання та ініціативних вчителів та учнів школи. Тому і колектив вчителів - люди творчі.  З 1993 по 2003 роки  з ініціативи Сенчина В.А. в школі здійснено поступовий перехід на україно мовне навчання. 
10 школа - це школа, де вас зрозуміють 
     У мальовничому степовому містечку  Новому Бузі на розі вулиць Романа Шухевича та Якова Куцого серед безлічі будівель знаходиться дивна дитяча країна, що  складається з Новобузької загальноосвітньої школи I- III ступенів № 10 та дитячого садка "Ромашка”. Ця країна постає справжньою оазою, чудовим маленьким гайочком і вабить до себе людей, адже саме біля школи проходить траса Міжнародного значення. По цій трасі зручно дібратися до школи маршрутним таксі.  Господарями цієї дивної країни є колектив вихованців та учнів разом з досвідченими педагогами.
Сьогодні ми кращі,ніж були вчора
Наші контактні дані:

### Вчителі школи - її випускники
Паруль (Дейнега) В.М. - вчитель української мови та літератури
Мороз О.М. - вчитель фізики
Сухорукова (Дашко )А.М. - вчитель початкових класів
Дуднік (Масаренко) В.М. - вчитель інформатики
Коваленко (Попова)Т.Л. - вчитель російської мови та літератури
Антоненко (Смоляк)В.В. - вчитель початкових класів
Воротинцев А.М. - вчитель фізкультури
Козубенко В.В. - вчитель англійської мови та історії
Басік (Проценко)І.Л. - вчитель історії
Вільчак (Ляхова) Т.Д. - вчитель початкових класів
Геря (Тріско) Л.В. - практичний психолог, вчитель основ здоров'я, ОБЖ
Дроздович (Яцкова) Н.А. - вчитель англійської мови
Попов Ю.В. - вчитель фізкультури
Кривобок (Загляда) І.В. - вчитель початкових класів
Теренюк Н.М. - вчитель біології

### Медалісти школи
Іонова Лариса Володимирівна (1981);
Мисліцька Інна Миколаївна (1988);
Удовіченко Антон (1989);
Мінін Сергій (1992);
Мороз Тетяна Олександрівна (1994);
Ібрагімова Олена Ісламівна (1996);
Карпович віталій Олександрович (1998);
Дашко Наталя Анатолівна (1999);
Гончаревич Олена Анатолівна (1999);
Водько Ірина Сергіївна (1999);
Степанюк Сергій Володимирович (2000);
Мельниченко Мирослава Валеріївна (2001);
Благодарова Наталя Миколаївна (2001);
Швець Вікторія Володимирівна (2001);
Смоляк Ірина Олександрівна (2002);
Мартинюк Людмила Вікторівна (2002);
Ругно Інна Володимирівна (2002);
Воротинцева Людмила Олександрівна (2003);
Малик Тетяна Олександрівна (2004);
Берзабінт Альона Юріївна (2004);
Лашков Богдан анатолійович (2004);
Гладир Інна Миколаївна (2004);
Луговцова Ірина Володимирівна (2005);
Ткаченко Євген Сергійович (2005);
Єгоров Олексій вікторович (2006);
Шинкарьова Оксана Олександрівна (2006)
Кулай Наталя Миколаївна (2010)
Ткачук Юлія (2011)

### Школа сьогодні
Учнів школи з 2001 року об'єднує дитячо-юнацька організація "Імперія БАРВ".
Б - будь, А - активним, Р - розумним, В - ввічливим. Девіз організації: "Зробимо світ різнокольоровим".
Учні щороку крокують від графства "Чомучок" (1 клас) до графства "Досконалість" (11 клас), розкриваючись духовно, морально
і естетично. Традиційними є відкриті збори ДЮО, захист проектів "У людині все повинно бути прекрасним", акції "Посади дерево",
"Себе я бачу в дзеркалі природи", конкур-фестиваль колядок і щедрівок, конкурс зимових композицій та інше.
З 2002 року в школі працює Президенське правління, яке є органом учнівського самоврядування.
На чолі учнівського колективу є Президент школи, який обирається учнями 5-11 класів шляхом таємного голосування. 
Право прийняття рішень отримав парламент школи. Із членів парламенту формуються парламентські ради. З ініціативи
ПП з 2003 року виходить шкільна газета "Повний вперед. PS".
В школі працює дружина юних пожежників (неодноразові призери обласних конкурсів), юні інспектори руху, екологічна агітбригада 
(ІІ місце в обласному конкурсі 2006-2007н.р.)
Всебічному розвитку учнів сприяє мережа гуртків різноманітних напрямків.
Традиційними є сімейні свята для мікрорайону, конкурси "Пісня року", танці "Нумо, пари", День школи, День сім'ї, День закоханих і т.д.